# Музей на котленските възрожденци
Музеят на котленските възрожденци се намира в центъра на гр. Котел. Построен е през 1981 г.
Музейната експозиция се състои от 4 раздела – „Будители“, „Просветители“, „Бунтовници“ и „Революционери“. В него са представени животът и делото на над 200 видни личности от Котленския край – Софроний Врачански, Неофит Бозвели, Петър Берон, Васил Берон, Анастас Гранитски, Стефан Изворски, Георги Мамарчев, Васил Хадживълков и други. В музея се намира мраморен саркофаг с тленните останки на Георги Раковски.
Експонирани са копие на първия препис на Паисиевата „История славянобългарска“ от 1765 г. на Софроний Врачански; сборник от неделни и празнични поучителни слова под заглавие „Кириакодромион, сиреч Неделник“ – първата новобългарска печатна книга издадена през 1806 г.; факсимиле от „Житие и страдания грешнаго Софрония“ на Софроний Врачански; църковна утвар, икони и книжнина, свързана с разгърнатата през ХVІІІ в. продуктивна дейност на Котленската книжовно-просветна школа; І, ІІІ и ІV издание на „Рибния буквар“ и ковчеже с балсамираното сърце на д-р Петър Берон; колекция от хайдушко оръжие; лични вещи на Георги Раковски, както и негови трудове, сред които вестниците „Българска дневница“, „Дунавски лебед“, „Бъдущност“ и „Бранител“, първата революционна поема „Горски пътник“, първото българско историческо списание „Българска старина“ и др.
Архитект на музея е Д. Кръстев, дизайнът на националната експозиция е по проект на художника Атанас Нейков.